# Alexandra Dahlströmová
Lena Marina Alexandra Dahlströmová (* 12. února 1984 Gävle) je švédská herečka, scenáristka a režisérka.
Pochází ze smíšené švédsko-ruské rodiny. V jednom rozhovoru prohlásila, že se v dětství chtěla stát rockovou hvězdou nebo sériovou vražedkyní. Ve filmu debutovala jako třináctiletá, mezinárodní úspěch zaznamenala díky filmu Lukase Moodyssona Láska je láska, v němž ztvárnila spolu s Rebeckou Liljebergovou mileneckou dvojici. Obě představitelky získaly v roce 1998 za svůj výkon cenu Zlatohlávek.
Vystudovala tlumočnictví, hovoří švédsky, rusky, italsky, anglicky, německy a francouzsky. V roce 2004 vystupovala v televizní talk show Sen kväll med Luuk. Za hlavní roli ve filmu Fröken Sverige (2004) obdržela cenu Undine pro nejlepší mladou herečku ze severských zemí. Účinkovala i v nizozemském televizním seriálu Goede tijden, slechte tijden. Působí také jako diskžokejka, v roce 2014 režírovala hudební dokument All We Have Is Now.